# 任舉
任舉（1703年—1748年），字漢衝，山西大同縣人，清朝军事将领，同武进士出身，大金川之戰時陣亡。

## 生平
十七岁应募为兵。雍正二年（1724年）甲辰科三甲武進士，分發陝西柏林守備，征巴里坤有功，升任宁夏都司，參與救災，遷任遷固原提標左營遊擊，署城守營參將。。乾隆十一年十二月（1747年），固原提督標同文燿兵變，任舉平定，升任中軍參將。
次年，出征金川，隸總督張廣泗軍。后授西鳳協副將，后署重慶鎮總兵。後因力战不及兵败身亡，諡勇烈，入祀昭忠祠。薨年四十六岁。

## 後人
其子为任承恩、任承緒。

## 著作
任举工诗，《晚晴簃詩彙》收录其诗作二首。
　
- 塞外九日

萧萧匹马走荒郊，揽辔龙堆与倍豪。
万里烟销虚壁垒，一身霜染旧征袍。
黄河水势浮秋色，瀚海风声度远涛。
天末萧条谁送酒，乡关回首忆登高。
- 秋夜出塞

故国迷离梦里秋，几重山水几重愁。
宁辞齧雪同苏武，肯为飞鸢念少游。
首蓿饱嘶天驷马，酪浆渴饮月氐头。
徘徊不减筹边虑，岂有勋名后代留。

## 评价
- 袁枚为其做神道碑碑文，见《小仓山房外集·卷六·赠提督任勇烈公神道碑》，其中描述其勇烈：「然而公始则霁云断指，继乃公孙洞胸。小白未僵，大黄犹射。又典韦临危之戟，横贯数人。冲张辽已出之围，再呼残卒。浅色黄衫，盖棺之衣早备。玄緌新箧，归元之面如生。可以谓之勇矣，可以谓之烈矣。」

## 延伸阅读
[在维基数据编辑]
 《清史稿·卷311》，出自趙爾巽《清史稿》